# Антон Валдбот фон Басенхайм
Антон Валдбот фон Басенхайм (на немски: Anton Waldbott von Bassenheim; † 1640) e благородник от род Валдбот фон Басенхайм при Кобленц.
Той е син (13 дете от 16 деца) на Йохан Валдбот фон Басенхайм († 1589), господар на Олдбрюк и Кьонигсфелд, и втората му съпруга Катарина Кемерер фон Вормс-Далберг († 5 август 1615), дъщеря на Фридрих VIII фон Далберг, „байлиф“ на Опенхайм (1499/1500 – 1574) и Анна фон Флекенщайн († 1564). Внук е на Антон Валдбот фон Басенхайм († 1537) и Елизабет Грайфенклау цу Фолрадс († 1538/1544).
Роднина е на Хайнрих Валпот фон Басенхайм († 1200), първият Велик магистър на Тевтонския орден.
Брат е на Филип Валдбот фон Басенхайм (1555 – 1627) и Катарина Валдбот фон Басенхайм († сл. 11 февруари 1608), омъжена на 29 август 1575 г. за Емерих Шилинг фон Ланщайн († 1600).

## Фамилия
Антон Валдбот фон Басенхайм се жени на 28 януари 1603 г. за Ирмгард фон Брайдбах († 1627), дъщеря на Ханс Якоб фон Брайдбах, цу Бюресхайм († 1588) и Гертруд Шал фон Бел († 1614). Те имат шест деца:
- Йохан Швайкхард Валдбот фон Басенхайм († 14 май 1656)
- Йохан Якоб Валдбот фон Басенхайм († 1649)
- Георг Антон Валдбот фон Басенхайм († 29 юли 1675), фрайхер, женен на 18 септември 1633 г. за Агата Мария фон Шьонборн (* ок. 1607; † сл. 1633), дъщеря на фрайхер Георг Фридрих фон Шьонборн († 1613/1615) и фрайин Мария Барбара фон дер Лайен (1582 – 1631); имат седем деца
- Волф Фридрих Валдбот фон Басенхайм († 1615)
- Анна Мария Валдбот фон Басенхайм († 1615), омъжена за Каспар фон Гайл
- Мария Катарина Валдбот фон Басенхайм († сл. 1664), омъжена на 28 октомври 1641 г. за Йохан Якоб Шенк фон Шмидбург († януари 1661)